# 2010年大西洋飓风季时间轴

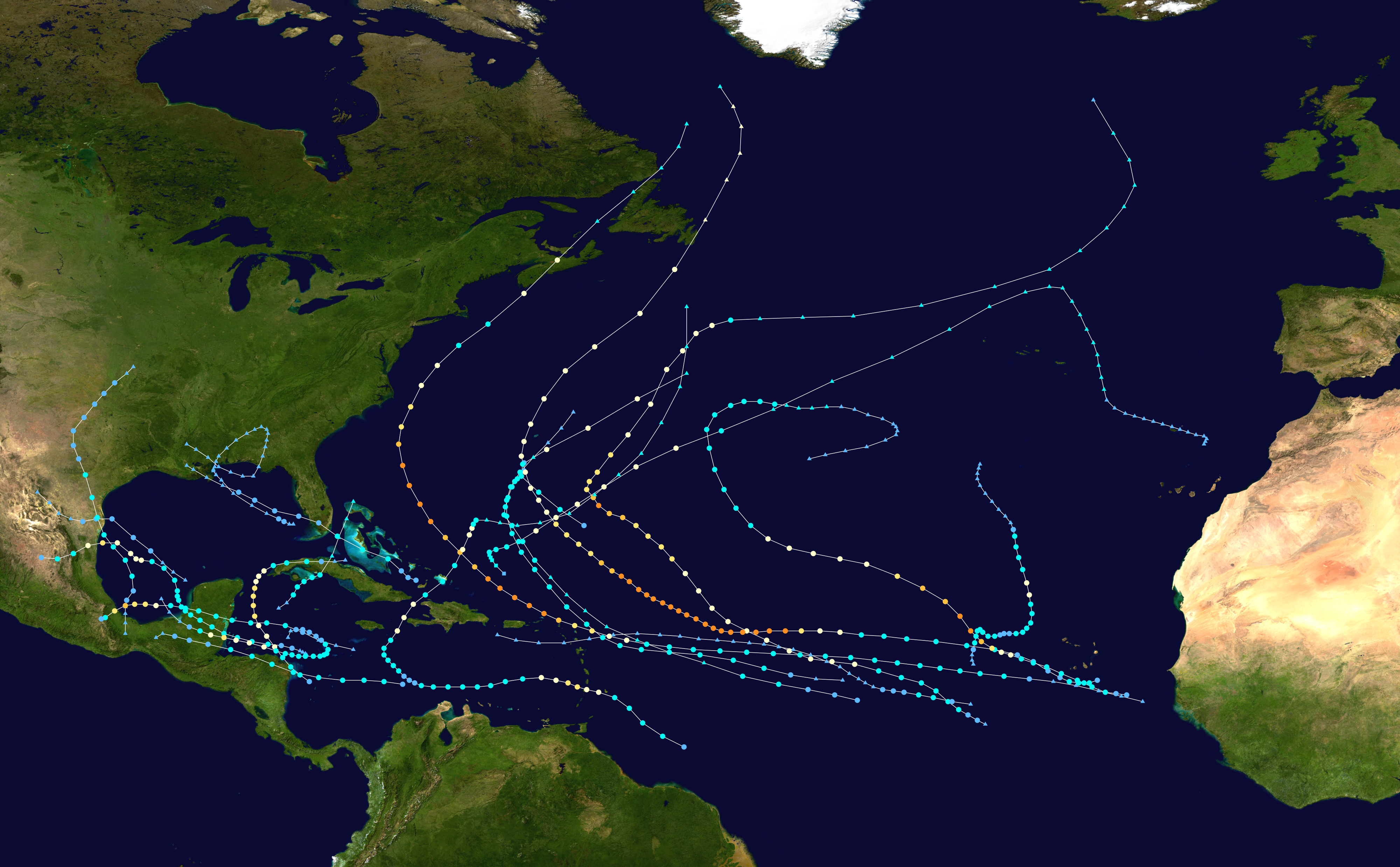
2010年大西洋飓风季所有风暴的路径图

2010年大西洋飓风季是继1851年开始有纪录以来最活跃的大西洋飓风季之一，形成了19场获得命名的风暴。飓风季从2010年6月1日正式开始，同年11月30日结束，传统上这样的日期界定了一年中绝大多数热带气旋在大西洋盆地形成和发展的时间段。6月25日形成的飓风亚历克斯是全季首场风暴，最后一场风暴飓风托马斯则在11月7日消散。
全季一共产生了21个热带气旋，其中19个达到热带风暴强度，12场成为飓风，5场达到大型飓风标准。本季造成损失和人员伤亡最多的两场飓风分别是伊戈尔和托马斯，其中伊戈尔中心向外风力达到烈风强度的范围直径创下新纪录，其最大持续风速一度达到每小时250公里，属四级飓风标准，数天后再以一级飓风强度袭击纽芬兰岛。托马斯的形成日期较晚，在进入东加勒比海后迅速强化，达到风力时速160公里强度。虽然这一天气系统并未登陆，但仍对大安的列斯群岛构成严重影响，之后还以热带风暴强度冲击了巴哈马东南部。
2010年大西洋飓风季时间轴中记录了全年大西洋所有热带或亚热带气旋形成、增强、减弱、登陆、转变成温带气旋以及消散的具体信息。还包括实际操作中没有发布的信息，如美国国家飓风中心在风暴过后进行的回顾。包括最大持续风速、位置、距离在内的所有数字都是经四舍五入换算成整数。

## 风暴时间轴

### 6月
6月1日
- 2010年大西洋飓风季正式开始[3]。

6月25日
- 协调世界时下午18点：伦皮拉港东北偏北方向约130公里海域的一片低气压区发展成了第一号热带低气压[8]。

6月26日

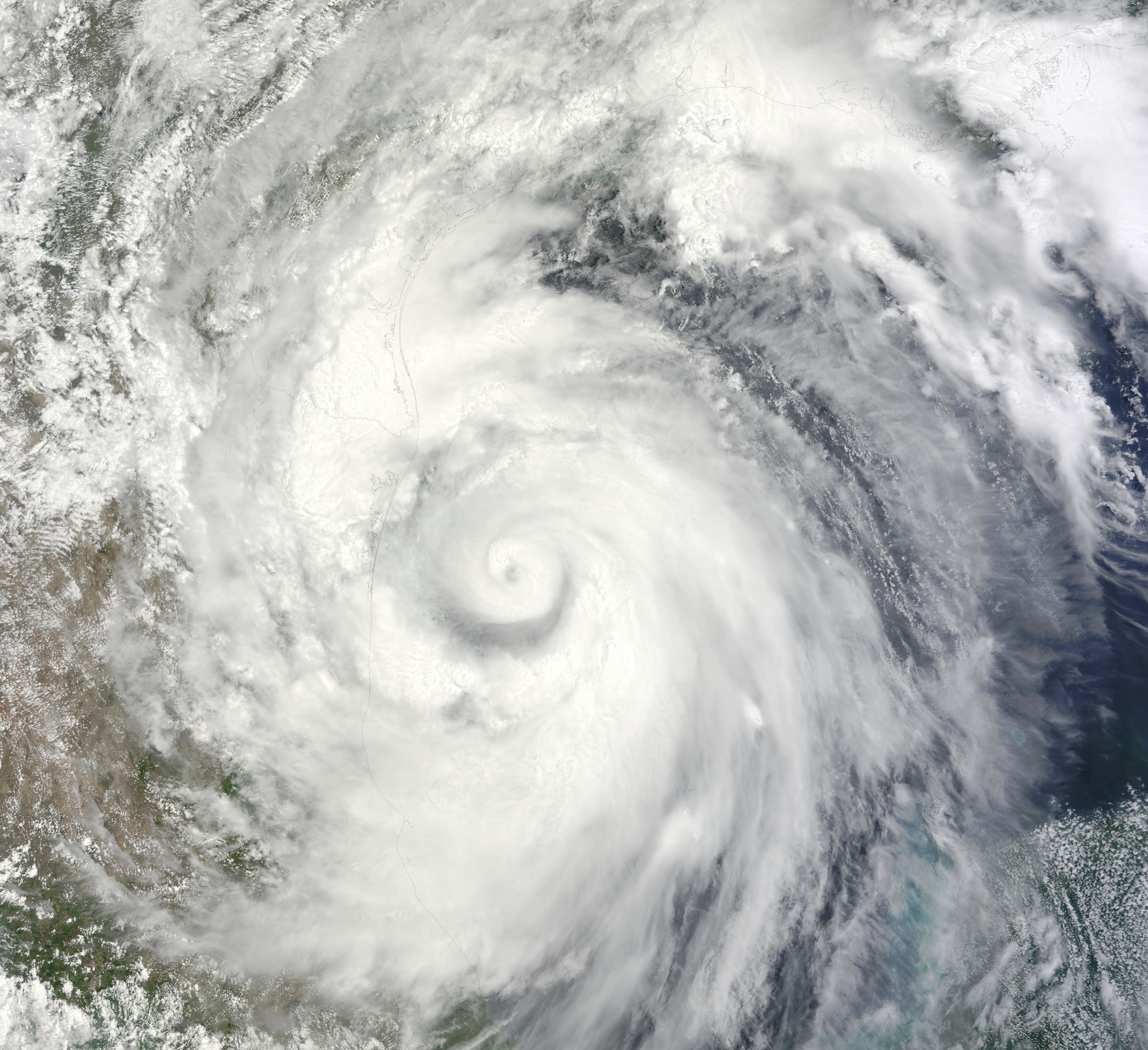
位于墨西哥湾的一级飓风亚历克斯

- 早上6点：第一号热带低气压增强成热带风暴并获名“亚历克斯”（Alex）[8]。

6月27日
- 凌晨0点：热带风暴亚历克斯以风速每小时100公里强度在伯利兹市附近登陆[8]。

6月30日
- 凌晨0点：热带风暴亚历克斯成为2010年大西洋飓风季的首场飓风[8]。

### 7月
7月1日
- 凌晨0点：飓风亚历克斯达到二级飓风强度[8]。
- 凌晨2点：飓风亚历克斯达到最大持续风速每小时175公里，最低气压946毫巴（百帕，27.94英寸汞柱）的最高强度，并在几乎同一时间从塔毛利帕斯州索托拉马里纳（Soto la Marina）附近登陆[8]。
- 早上6点：飓风亚历克斯的强度回落到一级飓风标准[8]。
- 中午12点：飓风亚历克斯减弱成热带风暴[8]。

7月2日
- 凌晨0点：热带风暴亚历克斯降级成热带低气压[8]。
- 早上6点：热带低气压亚历克斯在墨西哥中部高原上空消散[8]。

7月8日
- 凌晨0点：第二号热带低气压由德克萨斯州布朗斯维尔东南方向约400公里洋面的一片低气压区发展形成，并在几乎同一时间达到最大持续风速每小时55公里，最低气压1005毫巴（百帕，29.68英寸汞柱）的最高强度[9]。
- 下午14点：第二号热带低气压以风力时速55公里强度登陆德克萨斯州南帕德里岛（South Padre Island）[9]。

7月9日
- 早上6点：第二号热带低气压在墨西哥北部上空退化成一片不含对流的残留低气压区[9]。

7月22日

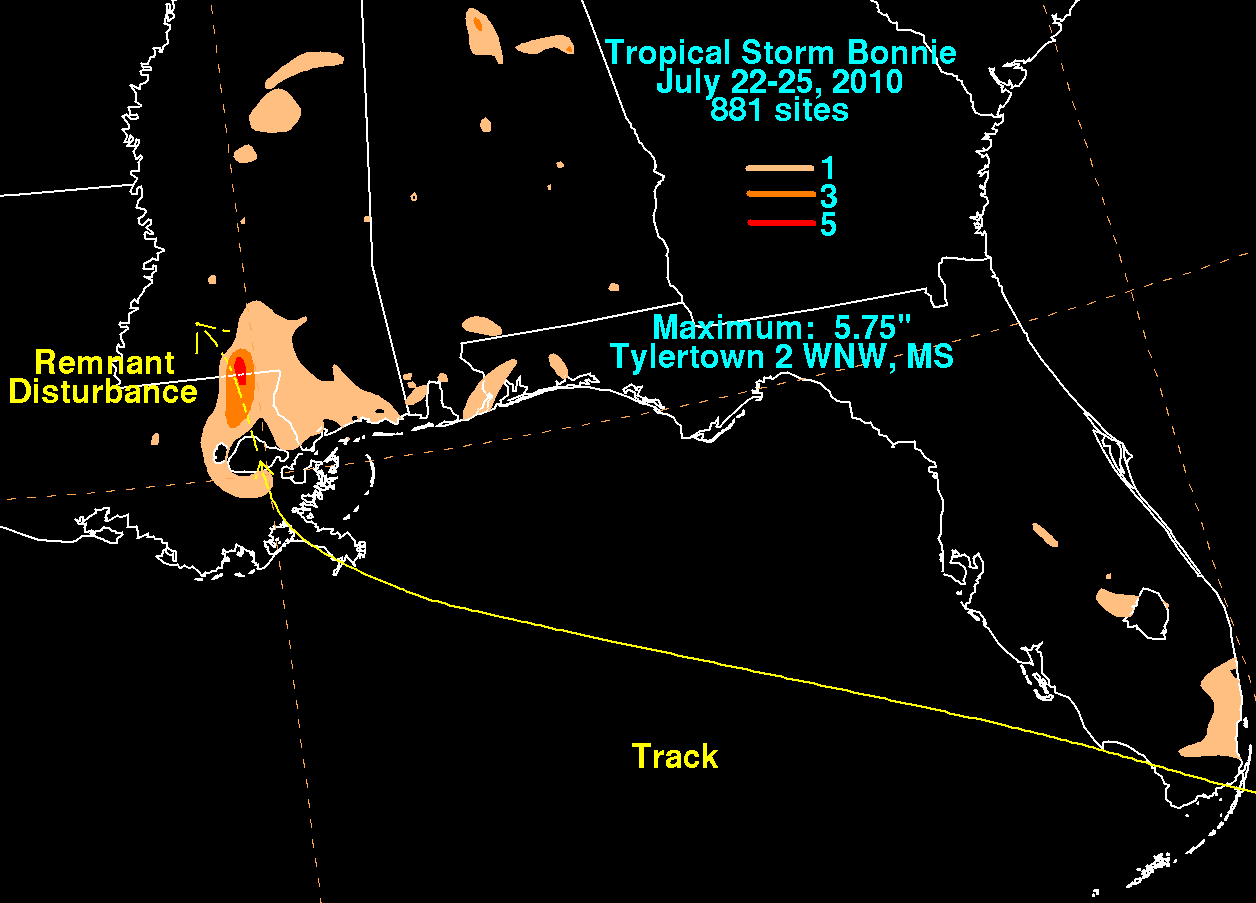
热带风暴邦尼在美国东南部产生的降雨量分布

- 早上6点：阿克林岛以南的一片低气压区发展成第三号热带低气压[10]。
- 晚上23点15分：第三号热带低气压升级成热带风暴并获命名为“邦尼”（Bonnie），还在几乎同一时间以风力时速65公里强度登陆拉吉德岛[10]。

7月23日
- 早上5点15分：热带风暴邦尼以风力时速75公里强度在安德罗斯岛进行第二次登陆[10]。
- 早上6点：热带风暴邦尼达到最低气压1005毫巴（百帕，29.68英寸汞柱）的最高强度[10]。
- 下午14点30分：热带风暴邦尼以风力时速65公里强度从佛羅里達礁島群埃利奥特岛（Elliott Key）附近进行第三次、也是最后一次登陆[10]。
- 下午18点：热带风暴邦尼弱化成热带低气压[10]。

7月25日
- 凌晨0点：热带低气压邦尼在密西西比河河口东南方向约95公里海域降解成一片不含对流的残留低气压区[10]。

### 8月
8月2日

即将达到首波最高强度的热带风暴科林

- 中午12点：第四号热带低气压由中大西洋的一片低气压区发展形成[11]。

8月3日
- 早上6点：第四号热带低气压在小安的列斯群岛以东约1350公里海域增强成热带风暴并获名“科林”（Colin）[11]。
- 下午18点：热带风暴科林退化成低压槽[11]。

8月5日
- 中午12点：热带风暴科林的残留在波多黎各圣胡安东北偏北约450公里洋面再生成热带风暴[11]。
- 晚上21点：热带风暴科林达到最大持续风速每小时95公里，最低气压1005毫巴（百帕，29.68英寸汞柱）的最高强度[11]。

8月8日
- 凌晨0点：热带风暴科林在百慕大西南偏南方向约275公里海域降级成热带低气压[11]。
- 中午12点：热带低气压科林在百慕大西南方向约160公里洋面消散[11]。

8月10日
- 下午18点：佛罗里达州那不勒斯以西约165公里海域的一片低气压区发展成第五号热带低气压[12]。

8月11日
- 凌晨0点：第五号热带低气压达到最大持续风速每小时55公里，最低气压1007毫巴（百帕，29.74英寸汞柱）的最高强度[12]。
- 早上6点：第五号热带低气压在那不勒斯以西约200公里洋面退化成残留低气压区[12]。

8月21日

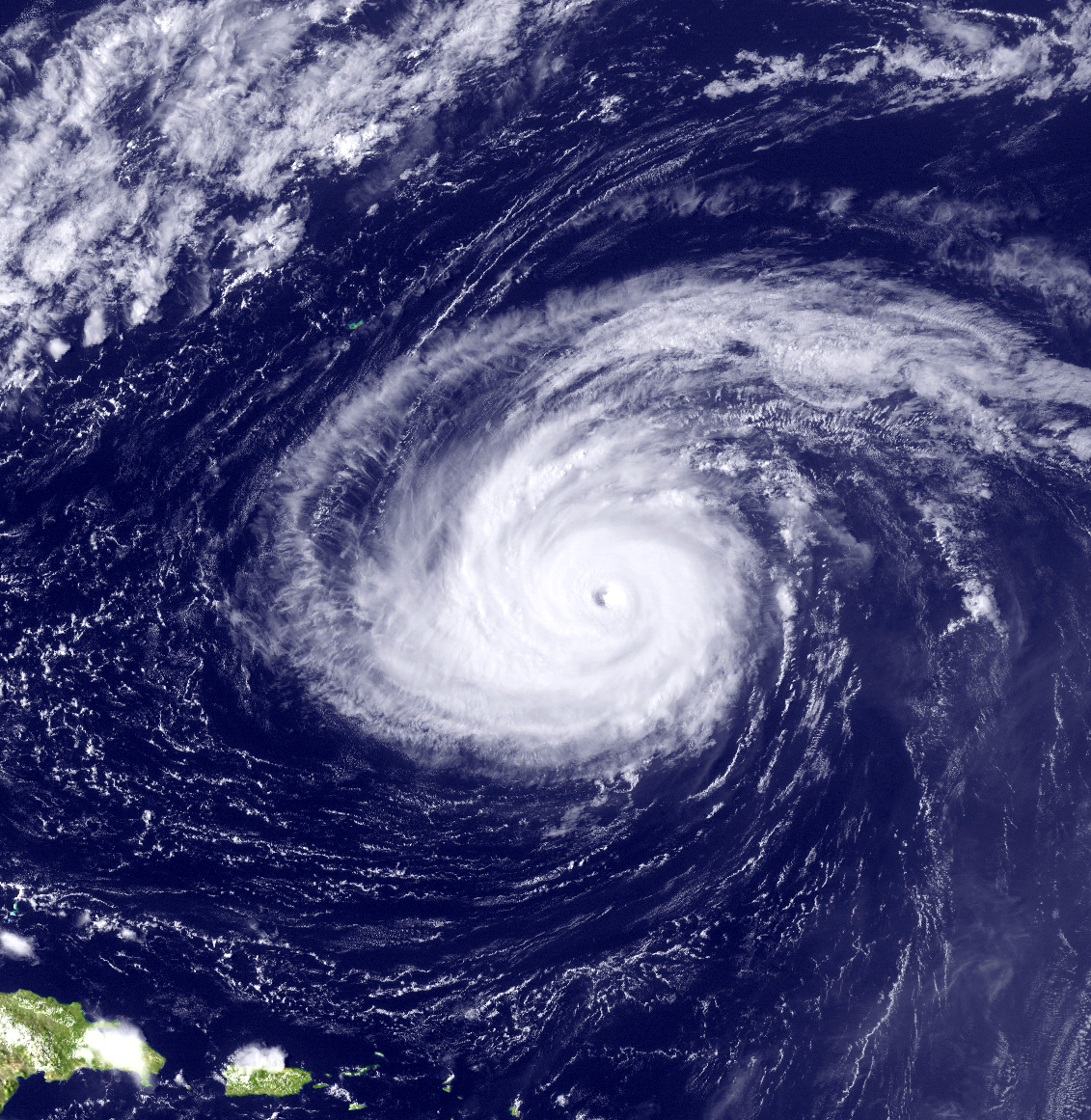
处于四级飓风强度的飓风达尼埃尔

- 下午18点：第六号热带低气压由佛得角西南偏西方向约720公里海域的一片低气压区发展形成[13]。

8月22日
- 早上6点：第六号热带低气压达到热带风暴强度并获名“达尼埃尔”（Danielle）[13]。

8月23
- 下午18点：热带风暴达尼埃尔在佛得角群岛最南端以西约1545公里洋面升级成飓风[13]。

8月25日
- 早上6点：佛得角群岛西南偏西方向约320公里海域的一片低气压区发展成第七号热带低气压[14]。
- 中午12点：第七号热带低气压强化成热带风暴并获名“厄尔”（Earl）[14]。

8月26日
- 早上6点：飓风达尼埃尔达到二级飓风强度标准[13]。

8月27日
- 早上6点：飓风达尼埃尔成为本季首场大型飓风[13]。
- 晚上18点：飓风达尼埃尔增强为四级飓风，并在几乎同一时间达到最大持续风速每小时215公里，最低气压942毫巴（百帕，27.82英寸汞柱）的最高强度[13]。

8月28日

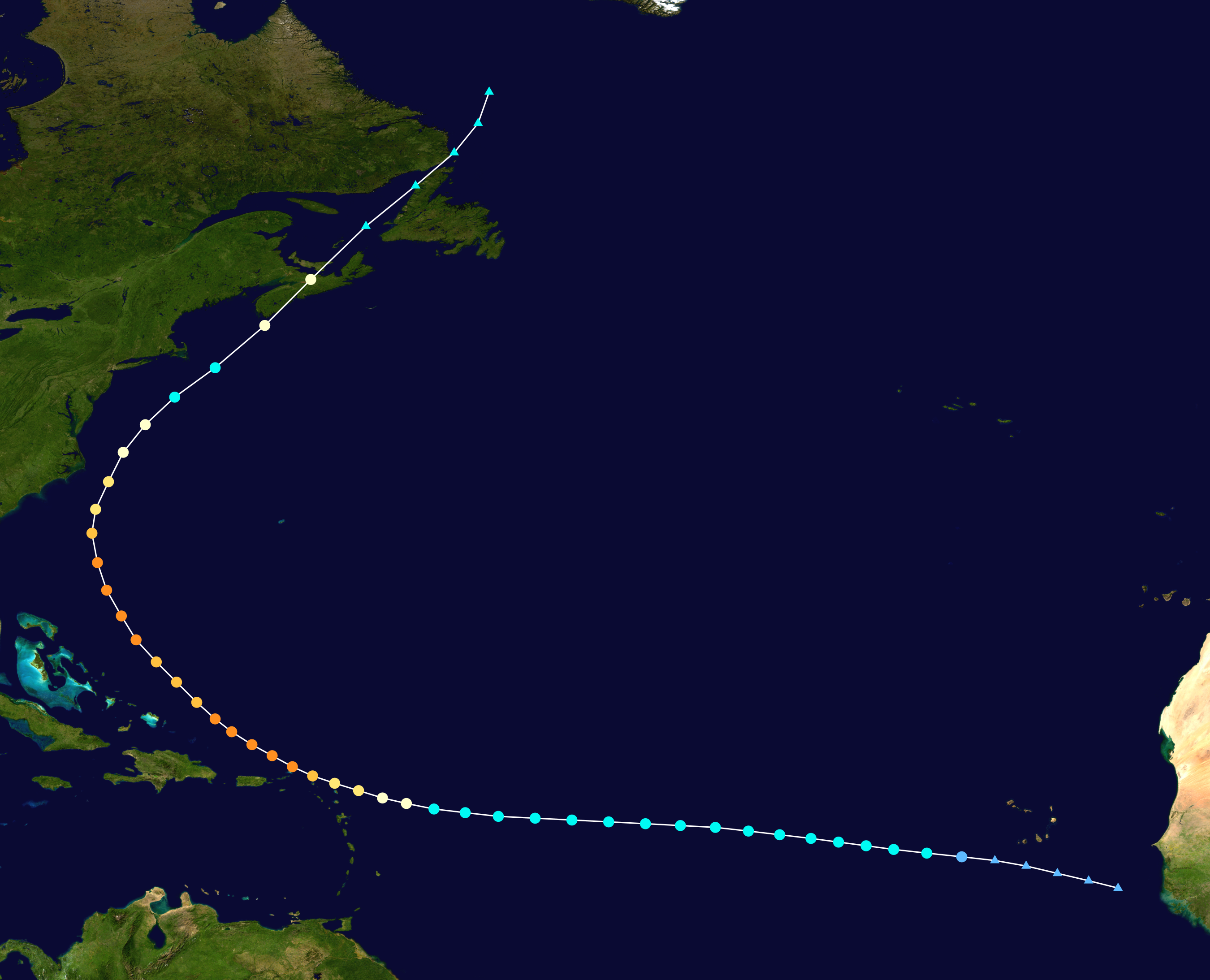
飓风厄尔的行进路线图

- 凌晨0点：飓风达尼埃尔的强度回落到三级飓风标准[13]。
- 早上6点：飓风达尼埃尔减弱成二级飓风[13]。

8月29
- 早上6点：飓风达尼埃尔弱化成一级飓风[13]。
- 中午12点：热带风暴厄尔在北部背风群岛以东约355公里洋面升级成飓风[14]。

8月30日
- 凌晨0点：飓风厄尔强化成二级飓风[14]。
- 中午12点：飓风厄尔成为全季第二场大型飓风[14]。
- 中午12点：小安的列斯群岛以东约1450公里海域的一片低气压区发展成热带低气压[15]。
- 下午18点：飓风达尼埃尔降级成热带风暴[13]。
- 下午18点：飓风厄尔达到四级飓风强度[14]。
- 下午18点：小安的列斯群岛以东的热带低气压达到热带风暴强度并获命名为“菲奥娜”（Fiona）[15]。

8月31日
- 凌晨0点：热带风暴达尼埃尔在亚速尔群岛东南方向洋面退化成残留低气压区[13]。

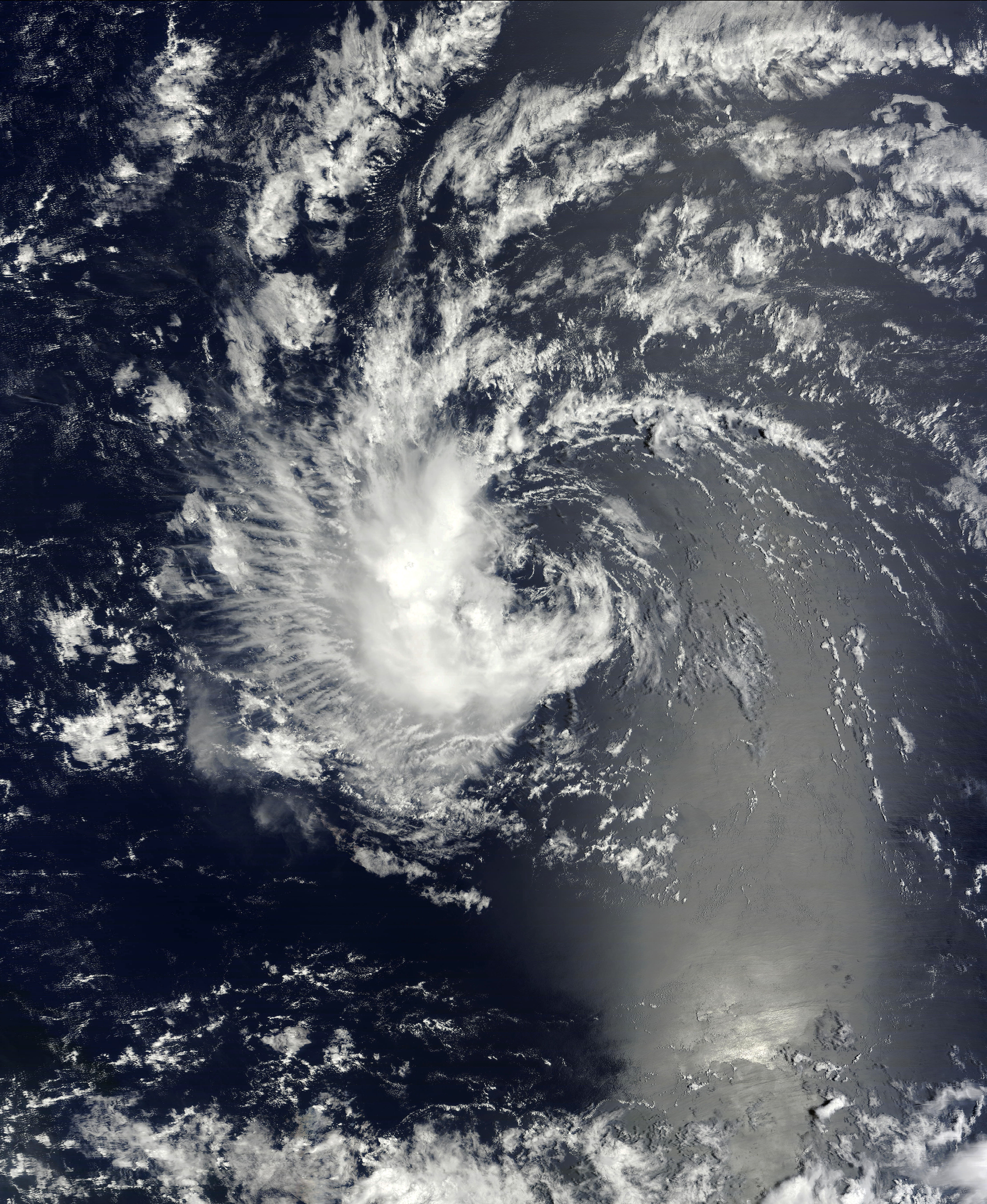
9月4日热带风暴加斯顿的残留

### 9月
9月1日
- 凌晨0点：飓风厄尔减弱成三级飓风[14]。
- 早上6点：第九号热带低气压由佛得角群岛西南偏西方向约1290公里海域的一片低气压区发展形成[16]。
- 中午12点：热带风暴菲奥娜达到最低气压998毫巴（百帕，29.47英寸汞柱）的最高强度[15]。
- 中午12点：第九号热带低气压达到热带风暴强度并获名“加斯顿”（Gaston）[16]。
- 下午18点：飓风厄尔再次增强成四级飓风[14]。
- 下午18点：热带风暴菲奥娜达到每小时100公里的最大持续风速[15]。
- 下午18点：热带风暴加斯顿达到最大持续风速每小时65公里，最低气压1005毫巴（百帕，29.68英寸汞柱）的最高强度[16]。

9月2日
- 早上6点：飓风厄尔达到最大持续风速每小时230公里，最低气压927毫巴（百帕，27.37英寸汞柱）的最高强度[14]。
- 下午18点：飓风厄尔减弱成三级飓风[14]。
- 下午18点：热带风暴加斯顿在非洲和小安的列斯群岛之间的中途海域退化成残留低气压区[16]。

9月3日
- 凌晨0点：飓风厄尔弱化为二级飓风[14]。
- 中午12点：飓风厄尔的强度降至一级飓风标准[14]。

9月4日
- 凌晨0点：飓风厄尔在纽约长岛东南偏南方向约210公里洋面降级成热带风暴[14]。
- 凌晨0点：热带风暴菲奥娜在百慕大东北方向约150公里海域降解成残留低气压区[15]。
- 中午12点：热带风暴厄尔再次增强成一级飓风[14]。
- 下午15点：飓风厄尔以风力时速120公里强度从新斯科舍利物浦（Liverpool）附近登陆[14]。
- 晚上19点：飓风厄尔以风力时速110公里强度登陆爱德华王子岛，并在几乎同一时间减弱成热带风暴[14]。

9月5日

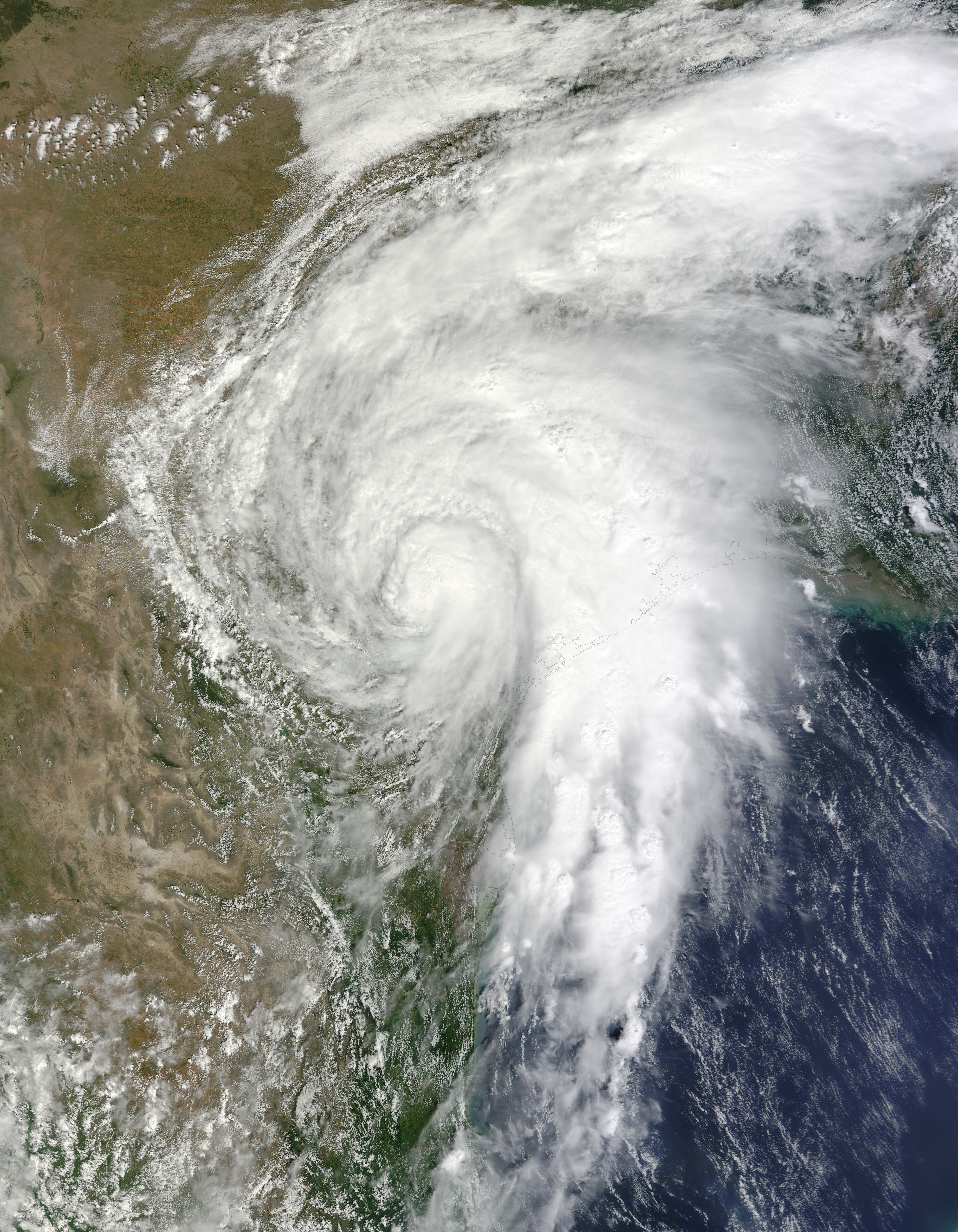
9月7日登陆后不久的热带风暴赫敏

- 凌晨0点：热带风暴厄尔在圣罗伦斯湾转变成温带气旋[14]。
- 下午18点：坎佩切湾南部的一片低气压区发展成第十号热带低气压[17]。

9月6日
- 早上6点：第十号热带低气压升级成热带风暴并获名“赫敏”（Hermine）[17]。

9月7日
- 凌晨2点：热带风暴赫敏达到最大持续风速每小时110公里，最低气压989毫巴（百帕，29.21英寸汞柱）的最高强度，并于几乎同一时间在塔毛利帕斯州马塔莫罗斯附近登陆[17]。

9月8日
- 凌晨0点：热带风暴赫敏在德克萨斯州中部上空降级成热带低气压[17]。
- 早上6点：佛得角群岛最南端东南方向约130公里洋面的一片低气压区发展成热带低气压[18]。
- 中午12点：佛得角群岛东南方向的热带低气压达到热带风暴强度并获命名为“伊戈尔”（Igor）[18]。

9月9日
- 中午12点：热带风暴伊戈尔降级成热带低气压[18]。
- 下午18点：热带低气压赫敏在堪萨斯州东南部上空转变成一个后热带气旋[17]。

9月10日
- 中午12点：热带低气压伊戈尔再次达到热带风暴标准[18]。

9月12日

9月13日即将达到最高强度的飓风伊戈尔

- 凌晨0点：热带风暴伊戈尔升级成飓风[18]。
- 早上6点：第十二号热带低气压由佛得角群岛最南端东南方向约400公里海域的一片低气压区发展形成[19]。
- 中午12点：飓风伊戈尔增强成二级飓风[18]。
- 下午18点：飓风伊戈尔强化为四级飓风[18]。
- 下午18点：第十二号热带低气压达到热带风暴强度标准并获命名为“朱莉娅”（Julia）[19]。

9月14日
- 中午12点：热带风暴朱莉娅升级成一级飓风[19]。
- 中午12点：切图马尔以东约525公里洋面的一片低气压区发展成热带低气压[20]。
- 中午12点：热带风暴菲奥娜达到最低气压998毫巴（百帕，29.47英寸汞柱）的最高强度[15]。
- 下午18点：切图马尔以东海域的热带低气压达到热带风暴强度并获名“卡尔”（Karl）[20]。

9月15日
- 凌晨0点：飓风伊戈尔达到最大持续风速每小时250公里，最低气压924毫巴（百帕，27.29英寸汞柱）的最高强度[18]。
- 凌晨0点：飓风朱莉娅强化成二级飓风[19]。
- 早上6点：飓风朱莉娅成为大型飓风[19]。
- 中午12点：飓风朱莉娅增强为四级飓风，并在几乎同一时间达到最大持续风速每小时220公里，最低气压948毫巴（百帕，27.99英寸汞柱）的最高强度[19]。
- 下午12点45分：热带风暴卡尔以风力时速100公里强度在墨西哥尤卡坦半岛东南海岸登陆[20]。

9月16日

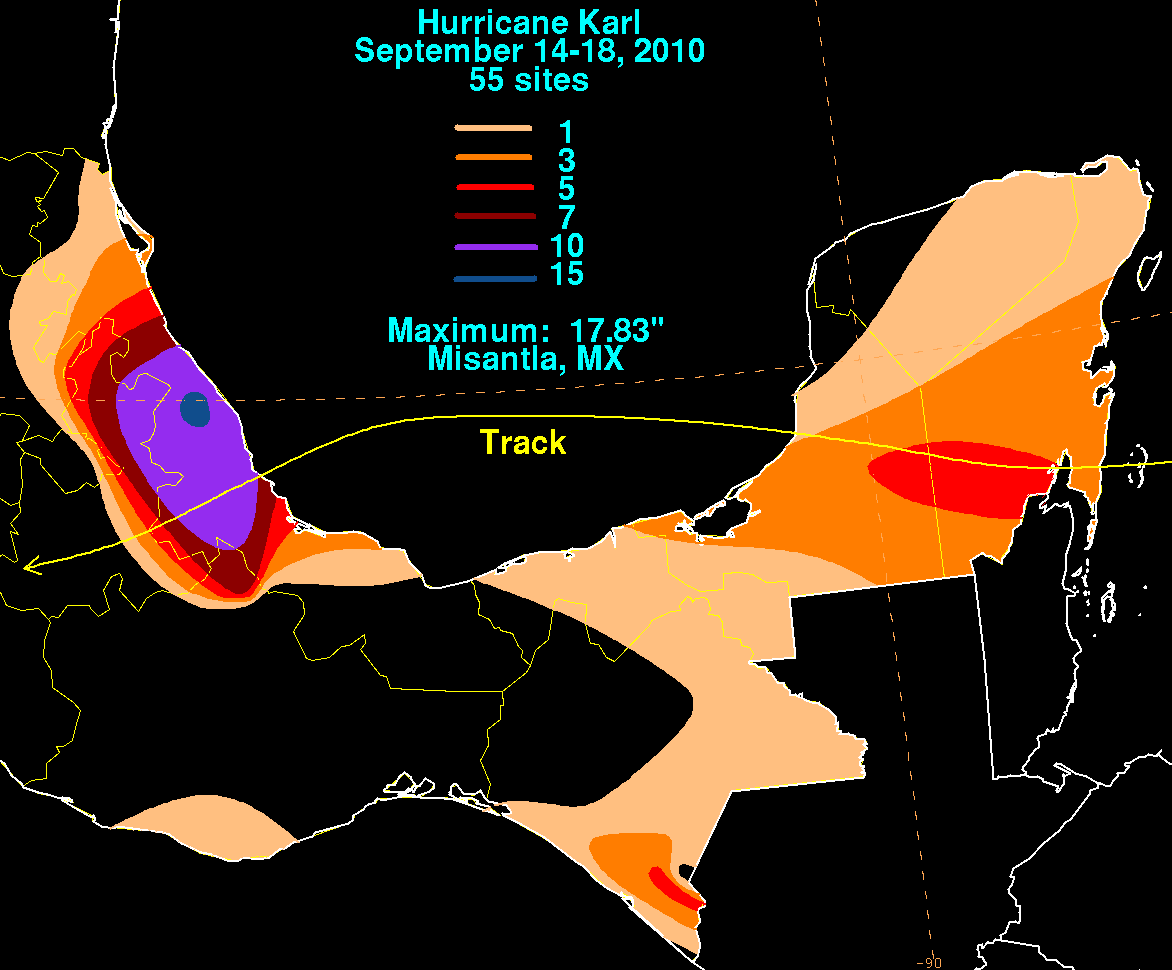
飓风卡尔给墨西哥带去的降水分布

- 凌晨0点：飓风朱莉娅的强度回落到三级飓风标准[19]。
- 中午12点：飓风朱莉娅减弱成二级飓风[19]。
- 下午18点：飓风朱莉娅弱化成一级飓风[19]。
- 下午18点：热带风暴卡尔升级成一级飓风[20]。

9月17日
- 凌晨0点：飓风卡尔增强成二级飓风[20]。
- 早上6点：飓风伊戈尔的强度回落到三级飓风标准[18]。
- 中午12点：飓风卡尔成为大型飓风，并在几乎同一时间达到最大持续风速每小时205公里，最低气压956毫巴（百帕，28.23英寸汞柱）的最高强度[20]。
- 下午16点45分：飓风卡尔以风力时速185公里强度从墨西哥韦拉克鲁斯西北方向约20公里处登陆[20]。
- 下午18点：飓风伊戈尔减弱成二级飓风[18]。
- 下午18点：飓风卡尔弱化成二级飓风[20]。

9月18日

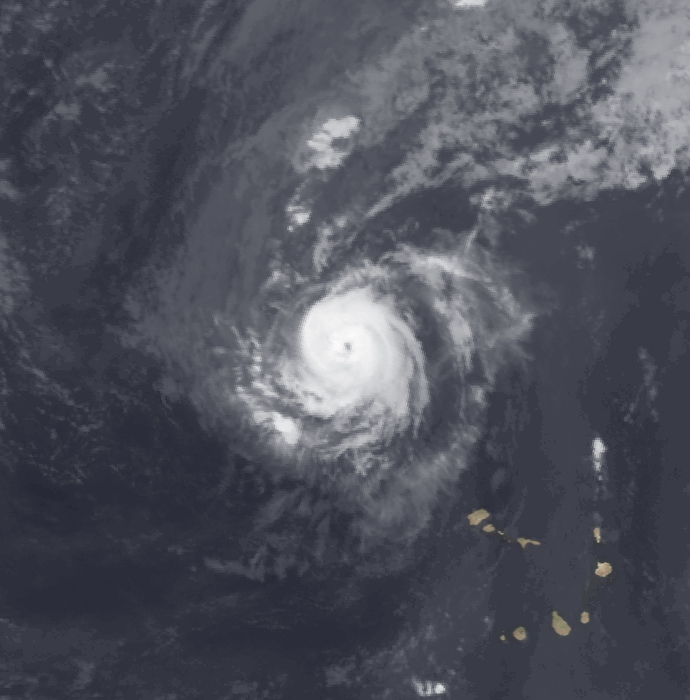
9月24日的飓风丽莎

- 凌晨0点：飓风朱莉娅降级成热带风暴[19]。
- 凌晨0点：飓风卡尔减弱为热带风暴[20]。
- 早上6点：热带风暴卡尔弱化成热带低气压[20]。
- 中午12点：热带低气压卡尔在韦拉克鲁斯西南偏西方向约120公里洋面消散[20]。
- 下午18点：飓风伊戈尔的强度回落到一级飓风标准[18]。

9月20日
- 下午18点：热带风暴朱莉娅在亚速尔群岛以西约1530公里海域退化成残留低气压区[19]。
- 下午18点：佛得角群岛以西约640公里洋面的一片低气压区发展成第十四号热带低气压[21]。

9月21日
- 凌晨0点：第十四号热带低气压达到热带风暴强度并获命名为“丽莎”（Lisa）[21]。
- 下午15点：飓风伊戈尔以风力时速140公里强度从纽芬兰岛开普雷斯（Cape Race）附近登陆[18]。
- 下午18点：飓风伊戈尔在纽芬兰岛东北海岸转变成温带气旋[18]。

9月22日
- 下午18点：热带风暴丽莎降级成热带低气压[21]。

9月23日

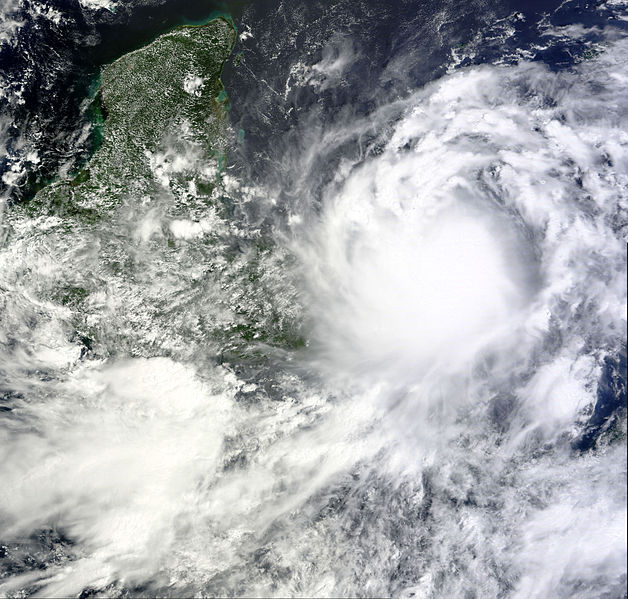
即将登陆的热带风暴马修

- 中午12点：热带低气压丽莎再次达到热带风暴标准[21]。
- 中午12点：第十五号热带低气压由格拉西亚斯-阿迪奥斯角以东约790公里海域的一片低气压区发展形成[22]。
- 下午18点：第十五号热带低气压在格拉西亚斯-阿迪奥斯角以东约660公里洋面升级成热带风暴并获名“马修”（Matthew）[22]。

9月24日
- 下午18点：热带风暴马修达到最大持续风速每小时95公里，最低气压998毫巴（百帕，29.47英寸汞柱）的最高强度[22]。
- 晚上19点：热带风暴马修以风力时速95公里强度从格拉西亚斯-阿迪奥斯角以南约30公里处登陆[22]。
- 晚上21点：热带风暴丽莎升级成一级飓风[21]。

9月25日
- 凌晨0点：飓风丽莎达到最大持续风速每小时140公里，最低气压982毫巴（百帕，29英寸汞柱）的最高强度[21]。
- 中午12点：飓风丽莎降级为热带风暴[21]。
- 下午15点：热带风暴马修以风力时速65公里强度在伯利兹猴河镇（Monkey River Town）东北偏北方向约20公里处登陆[22]。
- 下午18点：热带风暴马修弱化成热带低气压[22]。

9月26日

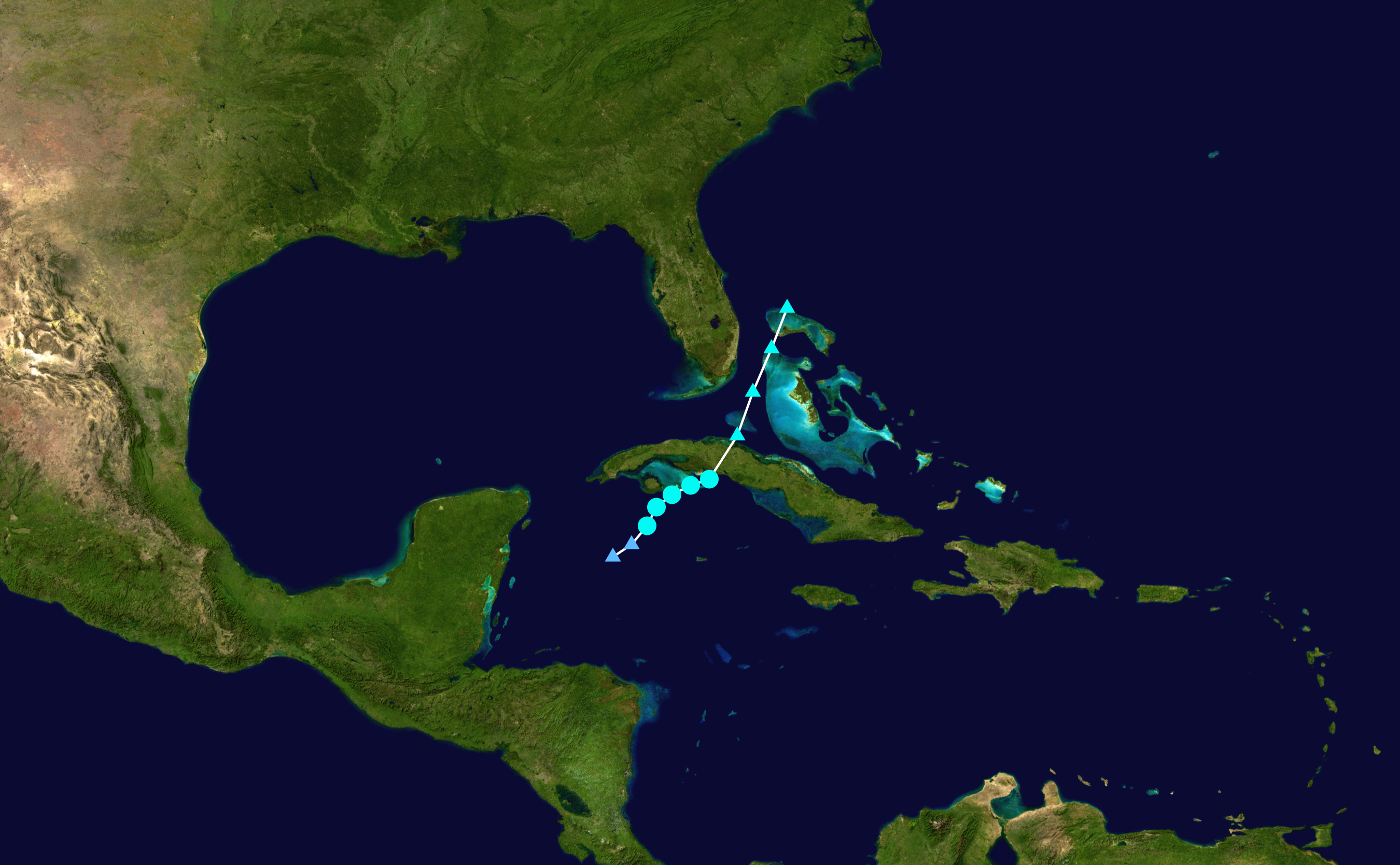
热带风暴妮科尔的风暴路径图

- 中午12点：热带风暴丽莎减弱成热带低气压[21]。
- 中午12点：热带低气压马修退化成残留低气压区[22]。
- 下午18点：热带低气压丽莎降解成残留低气压区[21]。

9月28日
- 中午12点：青年岛以南约100公里海域的一片低气压区发展成热带风暴妮科尔[23]。

9月29日
- 中午12点：热带风暴妮科尔达到最大持续风速每小时75公里，最低气压995毫巴（百帕，29.38英寸汞柱）的最高强度[23]。
- 下午15点：热带风暴妮科尔退化成古巴上空的一片低压槽[23]。

### 10月
10月6日
- 早上6点：波多黎各圣胡安西北偏北方向约370公里洋面的一片低气压区发展成第十七号亚热带低气压[24]。
- 中午12点：第七号亚热带低气压成为亚热带风暴并获名“奥托”（Otto）[24]。

10月7日

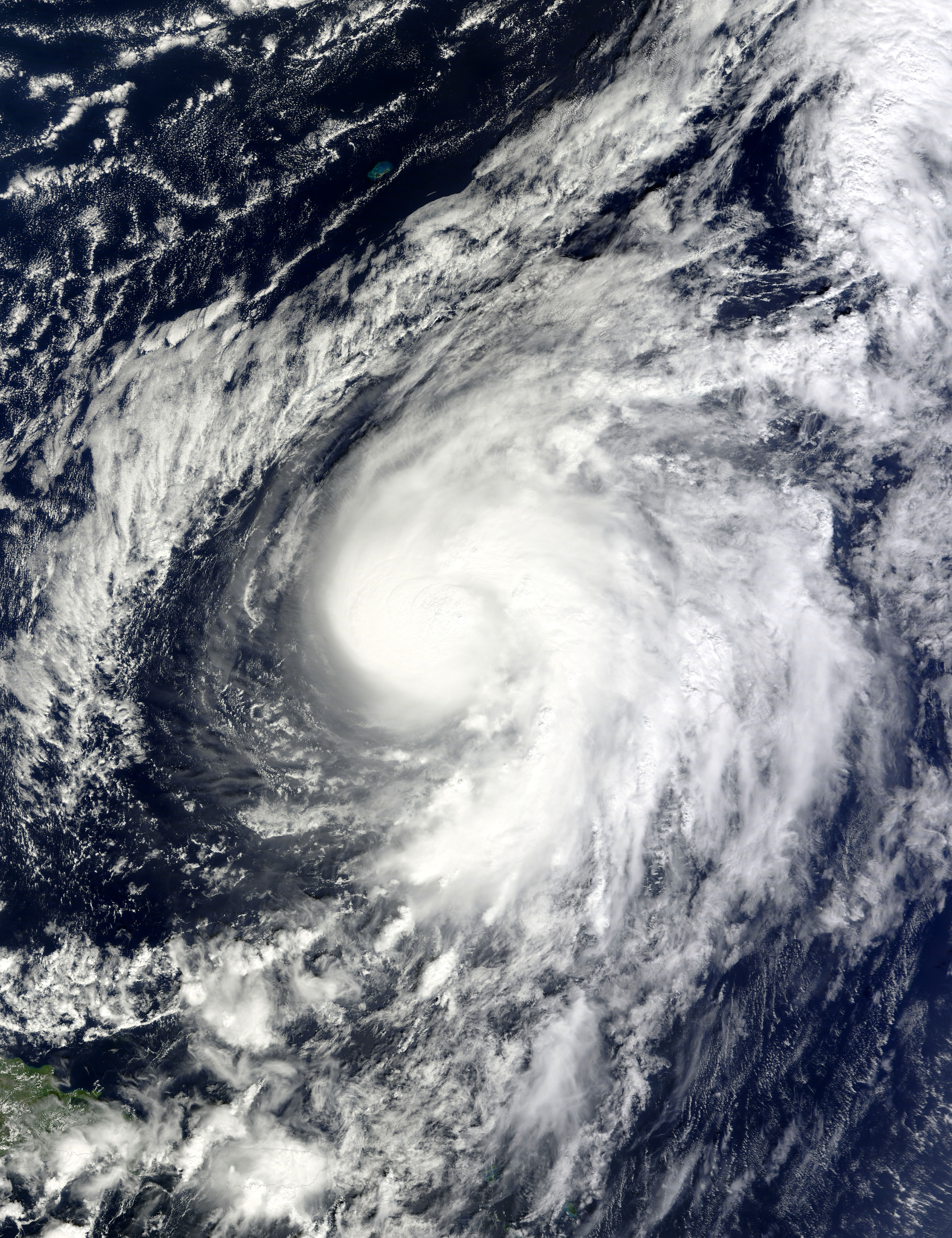
10月8日的飓风奥托

- 中午12点：亚热带风暴奥托转变成热带风暴[24]。

10月8
- 中午12点：热带风暴奥托达到飓风强度标准[24]。

10月9日
- 凌晨0点：飓风奥托达到最大持续风速每小时140公里，最低气压976毫巴（百帕，28.82英寸汞柱）的最高强度[24]。

10月10日
- 凌晨0点：飓风奥托降级成热带风暴[24]。
- 早上6点：热带风暴奥托在百慕大东北偏东方向约1450公里海域转变成温带气旋[24]。

10月11日
- 凌晨0点：格拉西亚斯-阿迪奥斯角东南方向约160公里洋面的一片低气压区发展成热带低气压[25]。
- 早上6点：格拉西亚斯-阿迪奥斯角东南方向的热带低气压达到热带风暴强度并获命名为“保拉”（Paula）[25]。
- 中午12点：热带风暴保拉以风力时速85公里强度从格拉西亚斯-阿迪奥斯角附近登陆[25]。

10月12日
- 凌晨0点热带风暴保拉达到飓风标准[25]。
- 下午18点：飓风保拉增强为二级飓风，并在几乎同一时间达到最大持续风速每小时165公里，最低气压981毫巴（百帕，28.97英寸汞柱）的最高强度[25]。

10月13日
- 下午18点：飓风保拉减弱成一级飓风[25]。

10月14日
- 中午12点：飓风保拉弱化成热带风暴[25]。
- 下午15点：热带风暴保拉以风力时速100公里强度在古巴圣卢西亚（St. Lucia）到埃斯佩兰萨港（Puerto Esperanza）之间登陆[25]。

10月15日
- 早上6点：热带风暴保拉降级成热带低气压[25]。
- 中午12点：热带低气压保拉退化成残留低气压区[25]。

10月20日

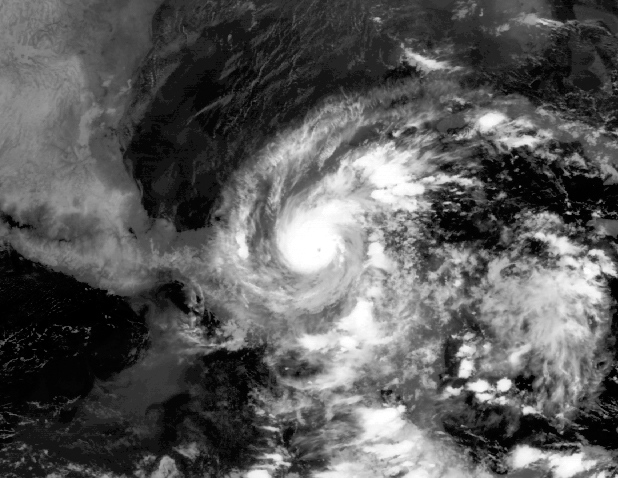
即将登陆的飓风理查德

- 早上6点：第十九号热带低气压由格拉西亚斯-阿迪奥斯角以北约270公里海域的一片低气压区发展形成[26]。

10月21日
- 中午12点：第十九号热带低气压在格拉西亚斯-阿迪奥斯角东北方向约290公里洋面强化成热带风暴并获名“理查德”（Richard）[26]。

10月24日
- 早上6点：热带风暴理查德升级成一级飓风[26]。

10月25日
- 凌晨0点：飓风理查德增强成二级飓风，并在几乎同一时间达到最大持续风速每小时160公里，最低气压977毫巴（百帕，28.85英寸汞柱）的最高强度[26]。
- 凌晨0点30分：飓风理查德以风力时速160公里强度从伯利兹盖尔斯波因特（Gales Point）附近登陆[26]。
- 早上6点：飓风理查德的强度回落到一级飓风水平[26]。
- 中午12点：飓风理查德降级为热带风暴[26]。
- 下午18点：热带风暴理查德在坎佩切以南约175公里海域减弱成热带低气压[26]。

10月26日
- 凌晨0点：热带低气压理查德在卡门城东南方向约30公里洋面退化成残留低气压[26]。

10月28日

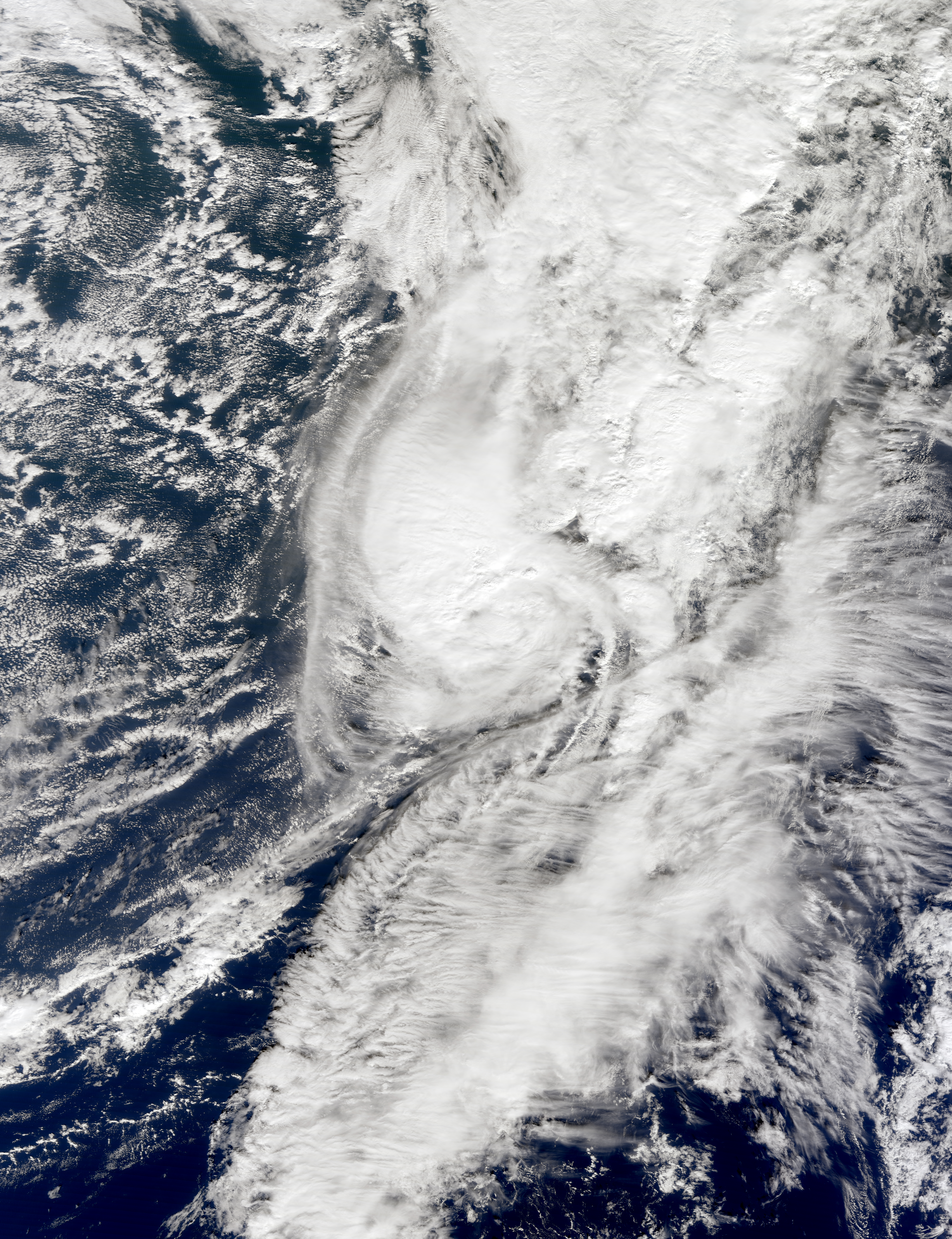
10月31日的飓风莎瑞

- 下午18点：百慕大东南偏南方向约720公里海域的一片低气压区发展成热带低气压[27]。

10月29日
- 凌晨0点：百慕大东南偏南方向的热带低气压升级成热带风暴并获命名为“莎瑞”（Shary）[27]。
- 早上6点：巴巴多斯东南方向约640公里洋面的一片低气压区发展成热带低气压[28]。
- 中午12点：巴巴多斯东南方向的热带低气压达到热带风暴强度并获名“托马斯”（Tomas）[28]。

10月30日
- 凌晨0点：热带风暴莎瑞升级成一级飓风[27]。
- 早上6点：飓风莎瑞达到最大持续风速每小时120公里，最低气压989毫巴（百帕，29.21英寸汞柱）的最高强度[27]。
- 上午9点：热带风暴托巴斯以风力时速110公里强度登陆巴巴多斯南海岸[28]。
- 中午12点：热带风暴托马斯升级成一级飓风[28]。
- 下午18点：飓风莎瑞在纽芬兰岛以南数百英里外转变成温带气旋[27]。
- 晚上20点：飓风托马斯增强成二级飓风，并在几乎同一时间以风力时速160公里强度登陆圣文森特岛北海岸[28]。

10月31日
- 凌晨0点：飓风托马斯达到最大持续风速每小时160公里，最低气压982毫巴（百帕，29英寸汞柱）的最高强度[28]。
- 中午12点：飓风托马斯的强度回落到一级飓风标准[28]。

### 11月
11月1日

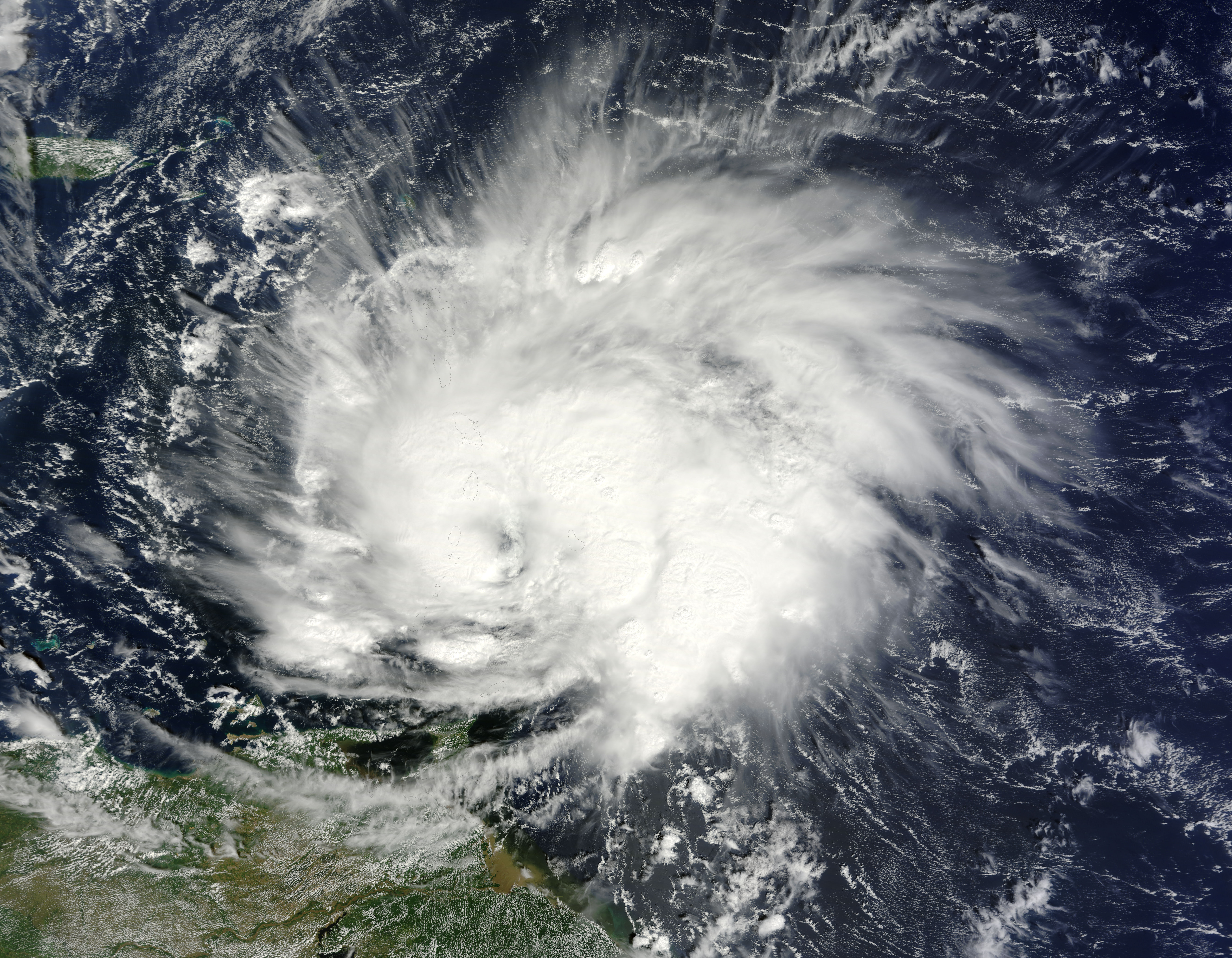
达到一级飓风强度后不久的托马斯

- 凌晨0点：飓风托马斯减弱成热带风暴[28]。

11月3日
- 凌晨0点：热带风暴托马斯降级成热带低气压[28]。
- 下午18点：热带低气压托马斯重新强化成热带风暴[28]。

11月5日
- 早上6点：热带风暴托马斯再次达到一级飓风标准[28]。

11月6日
- 凌晨0点：飓风托马斯弱化成热带风暴[28]。
- 下午18点：热带风暴托马斯第三次增强成一级飓风[28]。

11月7日
- 中午12点：飓风托马斯降级成热带风暴[28]。

11月8日
- 凌晨0点：热带风暴托马斯在纽芬兰岛以南转变成温带气旋[28]。

11月30日
- 2013年大西洋飓风季正式结束[3]。

## 解释说明
1. ↑  根据美国国家海洋和大气管理局的定义，一个大西洋飓风季平均会形成12场热带风暴，其中6个会成为飓风，两场会达到大型飓风强度[2]。
2. ↑  大型飓风是指最大持续风速可以在萨菲尔-辛普森飓风等级中达到三级或以上的风暴[4]。